# Nyctemera mulleri
Nyctemera mulleri är en fjärilsart som beskrevs av Snellen van Vollenhoven 1863. Nyctemera mulleri ingår i släktet Nyctemera och familjen björnspinnare. Inga underarter finns listade i Catalogue of Life.